# Shaun Maloney
Shaun Richard Maloney (* 24. ledna 1983, Miri, Sarawak, Malajsie) je skotský fotbalový záložník a reprezentant, v současnosti hráč klubu Hull City AFC. V roce 2006 se stal skotským fotbalistou roku dle SPFA a zároveň nejlepším mladým hráčem dle SPFA.
Mimo Skotsko působil na klubové úrovni v USA a Anglii.

## Reprezentační kariéra
V A-mužstvu Skotska debutoval 8. 10. 2005 v kvalifikačním utkání v Glasgowě proti týmu Běloruska (prohra 0:1).